# Ronald Waterreus
Ronald Katarina Martinus Waterreus (født 25. august 1970 i Lemiers, Holland) er en tidligere hollandsk fodboldspiller (målmand). Han spillede syv kampe for det hollandske landshold.

## Karriere
Waterreus startede sin seniorkarriere hos Roda JC, hvor han også havde spillet som ungdomsspiller. Han var tilknyttet klubben fra 1992-94, inden han skiftede til PSV Eindhoven. Her spillede han over de følgende ti sæsoner næsten 300 ligakampe, og var med til at vinde fire hollandske mesterskaber og én pokaltitel.
Efter et kortvarigt ophold uden succes hos Manchester City, skiftede Waterreus i begyndelsen af 2005 til den skotske storklub Rangers F.C. Med Rangers var han med til at vinde det skotske mesterskab samme år. Han sluttede sin karriere af med at spille kortvarigt hos AZ i hjemlandet samt for New York Red Bulls i den amerikanske Major League Soccer.
Waterreus spillede desuden syv kampe for Hollands landshold. Han var en del af den hollandske trup, der nåede semifinalerne ved EM i 2004 i Portugal. Han var dog ikke på banen i turneringen.